# Prunella (basm)
„Prunella” este un basm italian, cunoscut inițial sub numele de Prezzemolina. Andrew Lang a inclus-o în Cartea Zânelor Gri. Este de tipul Aarne-Thompson 310, Fecioara din Turn.
Italo Calvino a remarcat că au fost găsite diverse variante în toată Italia. Răpitorul care îi cere prizonierului să îndeplinească sarcini imposibile, precum și persoana, de obicei copilul răpitorului, care îl ajută să le îndeplinească, reprezintă o temă foarte des întâlnită în basme - Nix Naught Nothing, Bătălia păsărilor, Prințul recunoscător sau Slujnica stăpânului - dar această poveste se diferențiază prin faptul că prizonierul este o fată, iar persoana este fiul răpitorului.

## Rezumat

### Prunella
O fată mergea la școală și în fiecare zi, în drumul ei, culegea o prună dintr-un copac. De aceea i s-a spus „Prunella”. Dar copacul era al unei vrăjitoare rele și într-o zi a prins-o pe fată. Prunella a crescut ca prizoniera ei.
Într-o zi, vrăjitoarea a trimis-o cu un coș la fântână, cu porunca de a-l aduce înapoi plin cu apă. De fiecare dată, apa se scurgea, iar Prunella plângea. Un tânăr frumos a întrebat-o care este necazul ei și i-a spus că el este Bensiabel, fiul vrăjitoarei; dacă ea îl va săruta, el îi va umple coșul imediat. Ea a refuzat, pentru că era fiu de vrăjitoare, dar el tot i-a umplut coșul cu apă. Apoi, vrăjitoarea a pus-o să facă pâine din grâu nemăcinat cât ea lipsea de acasă, iar Prunella, știind că era imposibil, s-a străduit o vreme, apoi a început să plângă. Atunci a apărut Bensiabel. Ea a refuzat din nou să îl sărute pe fiul unei vrăjitoare, dar el tot a făcut pâinea pentru ea.
În cele din urmă, vrăjitoarea a trimis-o peste munți, pentru a îi aduce un cufăr de la sora ei, știind că sora ei era o vrăjitoare și mai crudă, care avea să o lase să moară de foame. Bensiabel i-a spus ce urma să se întâmple și s-a oferit să o salveze dacă acceptă să îl sărute; ea a refuzat. Așa că i-a dat ulei, pâine, frânghie și o mătură și i-a spus: când va ajunge acasă la mătușa lui, să ungă balamalele porții, să dea pâinea câinelui fioros, frânghia să o dea frânghia unei femei care se tot chinuie să coboare găleata în fântână cu părul ei, iar mătura unei femei care încearcă să curețe vatra cu limba. Apoi trebuie să ia cufărul din dulap și să plece imediat. Fata a făcut întocmai. Când a plecat, vrăjitoarea i-a chemat pe toți să o omoare, dar ei au refuzat, pentru că Prunella le oferise daruri tuturor.
Vrăjitoarea s-a înfuriat cumplit când s-a întors Prunella. Ea i-a poruncit Prunellei să-i spună care cocoș cântă noaptea, ori de câte ori va cânta vreunul. Prunella a refuzat din nou să-l sărute pe Bensiabel, dar el i-a spus de fiecare dată când cânta cel galben sau cel negru. Când a cântat ce de-al treilea, Bensiabel a ezitat, pentru că încă mai spera să o oblige pe Prunella să-l sărute, iar Prunella l-a implorat să o salveze. El s-a năpustit asupra vrăjitoarei, care a căzut pe scări și a murit. Prunella a fost impresionată de bunătatea lui și a acceptat să se căsătorească și au trăit fericiți până la adânci bătrâneți.

### Traduceri
Povestea a apărut inițial ca Prezzemolina în 1879, adunată din Mantua de Isaia Visentini. Planta furată era atunci pătrunjel (prezzemolo în italiană), ca în Rapunzel, dar Andrew Lang a înlocuit-o cu o prună și numele eroinei a devenit Prunella. Lang nu a menționat nicio sursă pentru poveste.
O versiune a poveștii apare și în A Book of Witches (Cartea vrăjitoarelor), de Ruth Manning-Sanders.

## La Prezzemolina- varianta lui Imbriani
O versiune din Florența a fost publicată în 1871 de Vittorio Imbriani. Italo Calvino a adaptat-o în Poveștile sale italiene.

### Rezumat
Prezzemolina a fost capturată nu pentru că ar fi mâncat ea, ci din cauză că mama ei poftea la pătrunjelul zânelor și l-a furat. Fata a fost răpită când mergea la școală, dar apoi zânele au trimis-o să-i spună mamei să-și plătească datoria, însă mama le-a trimis răspuns să vină ele să-și încaseze datoria.
Eroul Memé, vărul zânelor, a ajutat-o pe Prezzemolina la fel ca Bensiabel, în ciuda refuzului ei de a îl săruta. Întâi, zânele îi ordonă Prezzemolinei să albească pereții negri ai unei încăperi, apoi să-i picteze cu toate păsările cerului. Memé își flutură bagheta magică și îndeplinește această sarcină. Mai departe, zânele o trimit pe Prezzemolina să aducă un cufăr („scatola del Bel-Giullare”, la Imbriani; „Cutia Minestrelului chipeș”, la Zipes) de la malefica Morgan le Fay (Fata Morgana). Prezzemolina se duce la Fata Morgana și pe drum se întâlnește cu patru bătrâne: prima îi dă o oală cu unsoare pe care să o folosească la două uși care scârțâie; a doua îi dă pâine pentru câinii ei de pază; a treia un fir de cusut pentru un cizmar; iar a patra o cârpă pentru un brutar care curăță cuptorul cu mâinile. Ultima femeie o sfătuiește și să intre în castelul Fetei Morgana și, în lipsa ei, să ia repede sicriul și să fugă cât mai degrabă. Fata Morgana le poruncește brutarului, cizmarului, câinilor și ușilor să o oprească, dar, datorită faptelor sale bune, Prezzemolina scapă teafără și nevătămată. Acum, după ce s-a înepărtat, deschide cufărul și din el iese un grup de muzicanți. Apare Memé și se oferă să închidă cufărul în schimbul unui sărut. Prezzemolina refuză, dar Memé își folosește bagheta magică și îi bagă pe toți înapoi în cutie. Apoi, Prezzemolina le dă cufărul zânelor. Totuși, nu a existat proba de identificare a cântatului vreunui cocoș.
În cele din urmă, Memé și Prezzemolina le-au distrus împreună pe zânele cele rele. Mai întâi au păcălit și trei doamne zâne și le-au fiert în casa din grădină, apoi au mers într-o cameră unde au stins lumânările magice care țineau sufletele tuturor celorlalte, inclusiv pe al lui Morgan. Apoi și-au însușit tot ceea ce aparținuse zânelor, s-au căsătorit și au trăit fericiți în palatul lui Morgan, unde au fost generoși cu servitorii care nu o atacaseră pe fată, în ciuda ordinelor lui Morgan.

### Analiză
Imbriani, comentând povestea, a remarcat asemănarea sa inițială cu povestea L'Orca, din Pentamerone, dar a observat că a doua parte a poveștii se aseamănă cu Rădăcina de aur.

## Fragolette- varianta lui Laboulaye
Autorul francez Édouard René de Laboulaye a publicat o repovestire; de data aceasta, planta era o căpșună, iar eroina a fost redenumită „Fragolette” (din italianul fragola), iar eroul a fost redenumit Belèbon.

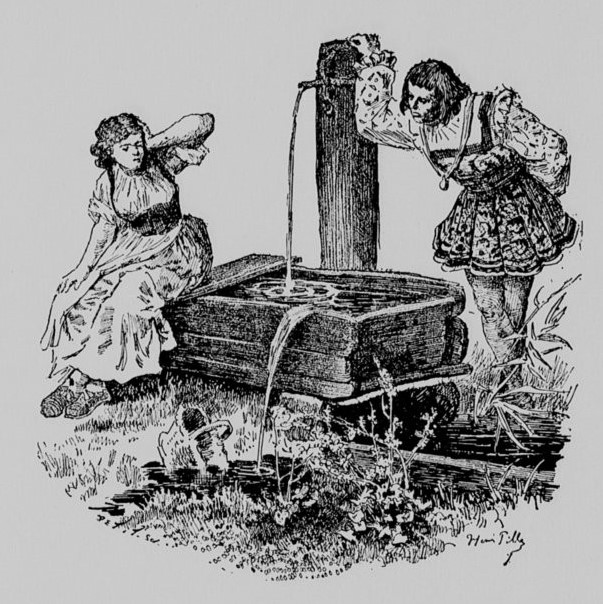
Fiul vrăjitoarei, Belebon, scoate apă pentru a umple coșul lui Fragolette. Ilustrație din Derniers Contes Bleus (1884).

În povestea lui Laboulaye, acțiunea este plasată în Mantua. O fetiță adoră să culeagă căpșuni și, prin urmare, este supranumită „Fragolette” („căpșuni mici”). Într-o zi, pe când culegea fructe de pădure în locul obișnuit, ceva o lovește în ceafă. Este o vrăjitoare, care o urcă pe fată pe mătură și o duce în vizuina ei. Odată ajunsă acolo, vrăjitoarea o obligă pe Fragolette să-i fie servitoare. Într-o zi, ea îi cere fetei să ducă un coș la fântână și să-l umple cu apă. Fragolette merge la fântână pentru a îndeplini sarcina, dar coșul nu poate ține nicio picătură de apă. Ea începe să plângă, până când o voce blândă o întreabă de ce plânge; e fiul vrăjitoarei, Belèbon. El îi cere un sărut, dar Fragolette refuză. Totuși, Belèbon suflă în coș, îl umple cu apă și i-l dă lui Fragolette.
Data următoare, vrăjitoarea îi spune lui Fragolette că ea va călători în Africa și îi dă fetei un sac de grâu; Fragolette trebuie să macine grâul și să coacă pâine pentru când se va întoarce ea mai târziu în acea noapte. Belèbon o ajută, chemând cu fluierul său o armată de șobolani care macină grâul și coc destulă pâine pentru a umple camera.

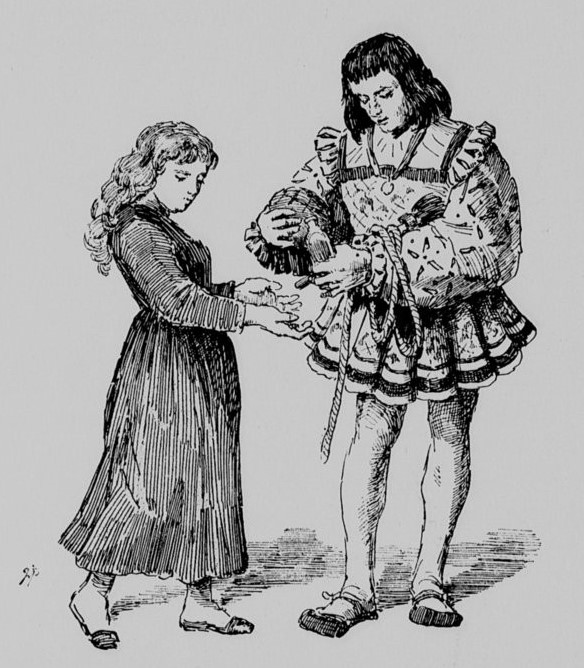
Belebon îi oferă lui Fragolette lucrurile necesare pentru a deschide drumul către casa lui Viperine: o cutie de ulei, pâine, un șnur și o mătură mică. Ilustrație din Derniers contes Bleus (1884).

Mai târziu, vrăjitoarea îi poruncește lui Fragolette să meargă la Viperine, sora vrăjitoarei, și să ia de la ea un cufăr. Belèbon îi iese în cale și o învață ce trebuie să facă: îi dă o cutie cu ulei, o pâine, o frânghie și o mătură mică. Mai întâi, va trebui să traverseze un pârâu murdar și să-l laude pentru ca acesta să-i permită trecerea. Apoi trebuie să folosească uleiul pentru balamalele unei uși, să arunce pâinea unui câine, să dea frânghia unei femei pentru a scoate apă de la o fântână din curte, mătura cea mică unui bucătar pentru a curăța cuptorul din bucătărie, apoi să intre în camera lui Viperine, să ia cufărul și să fugă. Fragolette urmează instrucțiunile întocmai, dar Viperine se trezește. Sora vrăjitoarei le poruncește bucătăresei, femeii de la fântână, câinelui, balamalelor ușii și pârâului să o oprească, dar Fragolette se întoarce în siguranță cu cufărul.
În cele din urmă, Fragolette trebuie să aleagă dintre trei cocoși care este cel care cântă. Cu ajutorul lui Belèbon, ea spune că este cel alb. Vrăjitoarea îi întinde o capcană: se repede la fată, dar Fragolette fuge pe fereastră, în timp ce vrăjitoarea își prinde piciorul în fereastră și cade, în cădere spărgându-și amândoi colții, izvorul vieții și puterii ei.
După ce vrăjitoarea moare, Fragolette rămâne liberă, iar Belèbon, îndrăgostit de ea, încearcă să o ceară în căsătorie. După un timp, ea acceptă și se căsătoresc fericiți.

## Alte povestiri
Profesorul Licia Masoni, de la Universitatea din Bologna, a cules două variante de Prezzemolina de la două surse din Frassinoro. În ambele povești, protagonista asemănătoare Prezzemolinei este dusă de o vrăjitoare la ea acasă și forțată să îndeplinească sarcini pentru ea, una dintre ele fiind să ia o cutie de la o altă vrăjitoare.

## Analiză

### Tipul basmului
Folcloristul D.L. Ashliman, criticul Jack Zipes și criticii italieni Alberto Maria Cirese și Liliana Serafini listează Prezzemolina ca o variantă a basmului de tip ATU 310, „The Maiden in the Tower” - Fecioara din turn (asemănător cu basmul german Rapunzel), din indexul internațional Aarne-Thompson-Uther. Ashliman și Zipes au clasificat și Prunella tot în tipul 310.
Motivul cufărului luat de la vrăjitoare apare într-un alt tip de basm: ATU 425B, „Fiul vrăjitoarei”, care include mitul antic al lui Cupidon și Psychea. Sub acest aspect, alți critici (cum ar fi Jan-Ojvind Swahn, Geneviève Massignon și Walter Anderson) au clasificat Prezzemolina în tipul AaTh 428, „Lupul”, un tip de basm considerat de unii specialiști ca fiind o versiune fragmentară a tipului 425B (Cupidon și Psychea).
Potrivit criticului danez Inger Margrethe Boberg, în Europa de Nord ajutorul eroinei din tipul 428 poate fi un tânăr blestemat să fie animal, în timp ce în variantele din sudul Europei, ajutorul acesteia este însuși fiul vrăjitoarei, care se îndrăgostește de eroină.